# Johnius fuscolineatus
Johnius fuscolineatus is een straalvinnige vissensoort uit de familie van ombervissen (Sciaenidae). De wetenschappelijke naam van de soort is voor het eerst geldig gepubliceerd in 1923 door von Bonde.